# Pax deorum
Pax deorum ("la pau dels déus" en llatí) és el fonament de la religió de l'estat de l'Antiga Roma, una harmonia o acord entre els homes i els déus per a benefici mutu, i indispensable per al benestar de l'estat.
Quan la fundació de Roma per Ròmul, se suposa que els déus havien donat el seu acord segons els auspicis del fundador. Aquest acord anava més lluny que una simple absència d'oposició: significava que els déus eren favorables a Roma, per la qual cosa els romans estaven en pau amb els déus, i els asseguraven la continuïtat del seu suport. Aquest favor dels déus, sens dubte, essencial, era important mantenir-ho amb una correcta pràctica religiosa. Com els déus són favorables a Roma, estan constantment ajudant els romans. Per tant, qualsevol esdeveniment advers sofert per Roma és el resultat d'una ofensa feta als déus, una errada religiosa (vitium) que portaria un desequilibri de l'harmonia i el pacte que faria enfurir als déus (Ira deorum) i caldria reparar-ho, incloent una cerimònia de supplicatio amb valor expiatori, que el Senat romà havia de decretar.